# AK3
AK3 är en svensk dramaserie regisserad av Ernst Billgren som visades på SVT november–december 2006 i 4 delar. Serien är baserad på Ernst Billgrens roman Kommittén från 2003.

## Handling
AK3 handlar om konspirationer i konstvärlden. Serien har ett fiktivt manus som bygger på idén om att en kommitté bestående av tolv män och fyra kvinnor sitter på Nationalmuseums vind och i stor hemlighet beslutar vad som är bra och dålig konst.

## Skådespelare (i urval)
- Sven Ahlström
- Anna Pettersson
- Johan Rabaeus
- Aksel Morisse
- Pia Johansson
- Chatarina Larsson
- Rafael Edholm
- Inger Nilsson